# Мосьцибродская, Моника

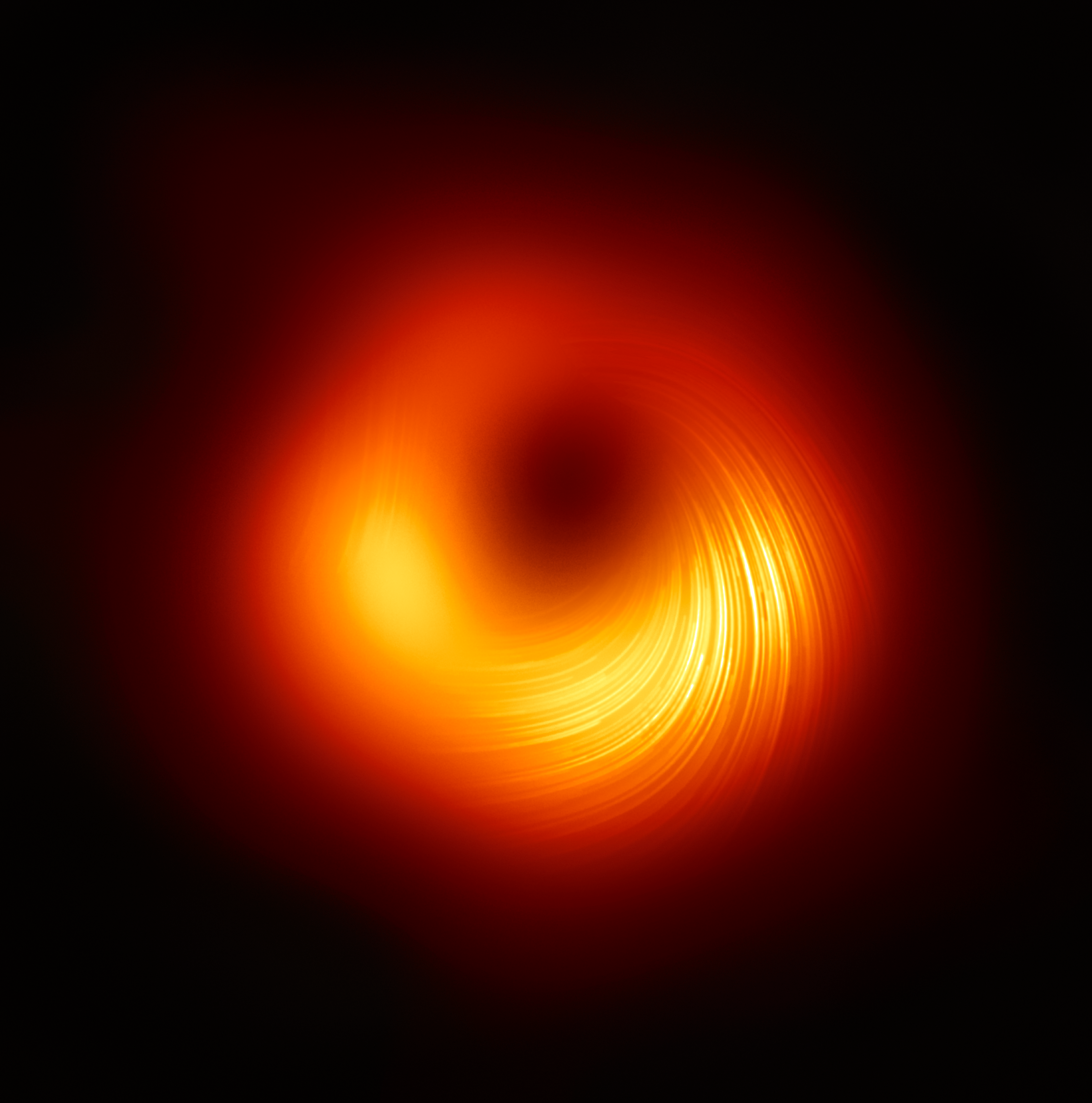
Вид сверхмассивной чёрной дыры M87 в поляризованном свете.

Моника Мосьцибродская (пол. Monika Mościbrodzka) — польский астрофизик, профессор Радбаудского университета в Неймегене. Она является экспертом в области общей релятивистской динамики плазмы и численной астрофизики. Она была частью команды телескопа Event Horizon, которая внесла свой вклад в первое прямое изображение чёрной дыры, сверхмассивной чёрной дыры M 87*. Она была награждена премией Афины Нидерландского исследовательского совета 2022 года и медалью Эддингтона Королевского астрономического общества 2023 года.

## Образование
Мосьцибродская защитила докторскую диссертацию в Астрономическом центре Николая Коперника Польской академии наук. После этого она переехала в США, где работала в Университете Невады и Университете Иллинойса в Урбане-Шампейне.

## Исследования и карьера
Мосьцибродская стала пионером в разработке численной астрофизики, которую можно использовать в сочетании с экспериментальными наблюдениями для проверки общей теории относительности. Эти исследования способствовали получению первого прямого изображения чёрной дыры, в частности, сверхмассивной чёрной дыры в центре галактики Messier 87. Мосьцибродская была координатором поляриметрической рабочей группы телескопа Event Horizon и выполняла поляризационный анализ изображений M87. На этих изображениях с поляризационным разрешением линии отмечают направление колебаний электрического вектора электромагнитных волн.
Мосьцибродская также разрабатывает модели аккреционных потоков в струях чёрных дыр. Моделируя плазму, динамику магнитного поля и перенос излучения, Мосьцибродская может предсказывать признаки аккрецирующих чёрных дыр.

## Награды
- 2019 Bloomberg 50[8]
- 2022 Премия Афины Нидерландского исследовательского совета[англ.][9]
- 2023 Медаль Эддингтона[10]

## Избранные публикации
- Mościbrodzka M., Gammie C. F., Dolence J. C., Shiokawa H., Leung P. K. Radiative models of Sgr A* from GRMHD simulations (англ.) // The Astrophysical Journal / E. Vishniac — IOP Publishing, 2009. — Vol. 706, Iss. 1. — P. 497–507. — ISSN 0004-637X; 1538-4357 — doi:10.1088/0004-637X/706/1/497 — arXiv:0909.5431
- Mościbrodzka M., Falcke H., Shiokawa H. General relativistic magnetohydrodynamical simulations of the jet in M 87 (англ.) // Astronomy and Astrophysics / T. Forveille — EDP Sciences, 2016. — Vol. 586. — P. 38–38. — ISSN 0004-6361; 0365-0138; 1432-0746; 1286-4846 — doi:10.1051/0004-6361/201526630 — arXiv:1510.07243
- Mościbrodzka M., Falcke H., Shiokawa H., Gammie C. F. Observational appearance of inefficient accretion flows and jets in 3D GRMHD simulations: Application to Sagittarius A* (англ.) // Astronomy and Astrophysics / T. Forveille — EDP Sciences, 2014. — Vol. 570. — P. 7–7. — ISSN 0004-6361; 0365-0138; 1432-0746; 1286-4846 — doi:10.1051/0004-6361/201424358 — arXiv:1408.4743